# 刘昭 (1909年)
刘昭（1909年—2008年），原名刘光书，四川荣县人，黄埔五期，中国人民解放军开国大校。

## 生平
1926年中学毕业，带8元路费出川入中央军事政治学校武汉分校入伍生总队第5队（列黄埔第五期）。1930年从武汉到南京，借用在中央政治学校任教员的十叔刘光书的高中毕业文凭，改名刘光书考上了北平陆军军医学校。1930年11月初的星期天经黄埔同学符号的爱人谢冰莹（也是武汉分校女生队学员）介绍加入中国左翼作家联盟北方分盟，编在了清华大学刘遵棋的小组。1931年夏接任军医学校的“左联”小组组长。加入共青团，参加北平“左联”分盟党团。1932年2月介绍军医学校同学廖鲁言（廖广麟）参加了左翼作家联盟。1932年经廖志恪介绍加入共青团，被安排参加北平左联的党团的工作。1932年5月下旬北平团市委军事部安排其离开左联，做在北平的东北军下层士兵的兵运工作。1933年6月察哈尔民众抗日义勇军高潮时刻，北平市委军委书记赵玉棋组建北平抗日团体联合会义勇军部，刘光书任青年部部长兼义勇军大队副大队长。
1932年7月31日因遭人举报被捕，判刑6年，送北平草岚子监狱服刑。1936年10月经中共营救出狱。暂住北平的四川会馆。北平市委组织部长安子文让其准备去陕北的红军大学。西安事变后，组织安排带上百抗日青年投西安的东北局学兵队，但由于冯钦哉投蒋拦截未果。1937年2月，由安子文派去南苑作第二十九军兵运工作，化名王凯南，持第二十九军副参谋长张克侠写给第38师参谋处雷处长的介绍信，在第38师学兵大队第三中队当兵，接受河北省委军事部张建勋、朱今的领导，并联系宫维桢。任南苑兵营支部书记，领导党员王之江与军士教导团某人。
七七事变后，7月中旬与王之江入第二十九军参谋训练班。1937年8月与王之江到太原，薄一波把他俩人介绍给北方局军委书记朱瑞分配其到八路军野战政治部工作，先在宣传部（副部长黄镇），后在民运部（部长傅钟、黄镇），驻石楼县时任民运部统战组组长。在长治时任民运部统战股股长。随黄镇调任八路军晋冀豫边区纵队（司令员倪志亮，副司令员王树声，政委黄镇，政治部副主任张贻祥），任司令部秘书处主任。1939年7月成立晋冀豫边区经济委员会，黄镇兼主任，刘昭兼秘书处主任，不久兼任经济委员会下的生产合作社社长。1940年夏，晋冀豫边区纵队并入一二九师，黄镇兼任师政治部副主任。1940年8月调任八路军一二九师政治部任生产部副部长，部长张克威。1941年2月调任太行一分区（司令员秦基伟，政治委员郭峰，参谋长王远芬）任政治部主任。1943年春调回师政治部整风学习，任整风第一大组组长、代理宣传部长。1943年秋调太行行署武委会（主任黄镇兼）任整风学习委员会主任。1944年夏入太行区委党校学习。1945年6月转业到峰峰煤矿工作。
1946年3月调任冀鲁豫军区政治部敌工部长。1947年8月随刘邓大军南下千里跃进大别山。1948年8月调西柏坡的军委总政治部任二室副主任，研究新式整军；后转一室（室主任黄镇）。一室研究起草了《党委工作条例》、《党支部工作条例》、《革命军人委员会条例》等文件，建立了全军团以上干部卡片。
中华人民共和国成立后在总政治部组织部工作。1959年5月任中国人民解放军铁道兵第八师首任政委至1965年3月。